# لي وازو معدد الزوجات (فلم)
لي وازو معدد الزوجات (المعروف أيضًا باسم Polygamic Wazzou أو The Polygamist's Morale ) هو فيلم نيجيري / فرنسي 1971 عن تعدد الزوجات من إخراج وبطولة عمرو غاندا. تم إنتاجه من قبل أرغوس للأفلام في فرنسا. فاز بالجائزة الكبرى في عام 1972 المهرجان الأفريقي للسينما والتلفزيون بواغادوغو (بوركينافاسو) وكان أول فائز رسمي في ذلك المهرجان.

## الممثلون
- عمرو غاندا
- جوزيف سالاماتو
- زاليكا سولي
- غاربا
- أمادو سيني
- عصمان ديوب

## روابط خارجية
- مقالات تستعمل روابط فنية بلا صلة مع ويكي بيانات